# Homo longi
Homo longi je vyhynulý druh člověka, identifikovaný na základě téměř kompletní lebky nalezené v roce 1933 poblíž města Charbin v severovýchodní Číně. Lebka byla kvůli politickým okolnostem ukryta a vědecké komunitě představena až v roce 2018. V roce 2021 byla popsána jako nový druh člověka.

## Objev a datace
Lebku objevil dělník při stavbě mostu přes řeku Sungari. Vzhledem k tehdejší japonské okupaci a obavám z konfiskace nálezu ji ukryl do opuštěné studny. Až krátce před svou smrtí informoval rodinu, která lebku předala vědcům. Vědci pomocí různých geochemických metod odhadli stáří lebky na minimálně 146 000 let, přičemž pravděpodobně pochází z období středního pleistocénu. 

## Anatomie
Lebka Homo longi je robustní, má nízký a dlouhý tvar, s výraznými nadočnicovými oblouky, širokými očnicemi a velkými zubními lůžky. Objem mozkovny činí přibližně 1 420 cm³, což je srovnatelné s moderními lidmi a neandertálci. Obličej je relativně plochý s velkým nosem, což mohlo být adaptací na chladné klima. Zachovaný druhý horní stoliční zub je velmi velký, podobně jako u denisovanů.

## Taxonomie a příbuznost
Původní popis lebky ji zařadil jako nový druh Homo longi. Někteří vědci však poukazují na podobnosti s jinými nálezy z Číny, jako je lebka z Dali, a diskutují o možné příbuznosti s denisovany. Analýza proteinů ze skalní kosti a mitochondriální DNA ze zubního kamene publikovaná v roce 2025 potvrzuje těsnou příbuznost Homo longi s denisovany.

## Paleoživotní prostředí
V oblasti nálezu byly nalezeny fosilie zvířat, jako jsou mamuti, srstnatí nosorožci, jeleni rodu Sinomegaceros, divocí koně, losi, buvoli a medvědi, což naznačuje, že Homo longi žil v chladném stepním prostředí během středního až pozdního pleistocénu. 
Objev Homo longi přispívá k lepšímu pochopení evoluce člověka ve východní Asii a naznačuje, že v tomto regionu existovala větší rozmanitost lidských druhů, než se dříve předpokládalo.